# Claudine Rinner
| 90533 Laurentblind    | 28 marzo 2004     |
| 120375 Kugel          | 10 agosto 2005    |
| 128627 Ottmarsheim    | 6 settembre 2004  |
| 133892 Benkhaldoun    | 7 settembre 2004  |
| 145566 Andreasphilipp | 25 luglio 2006    |
| 152320 Lichtenknecker | 27 ottobre 2005   |
| 152472 Brendlé        | 23 novembre 2005  |
| 157541 Wachter        | 27 ottobre 2005   |
| 158913 Kreider        | 9 settembre 2004  |
| 164587 Taesch         | 17 luglio 2007    |
| 178014 Meslay         | 1º settembre 2006 |
| 184318 Fosanelli      | 2 aprile 2005     |
| 196945 Guerin         | 26 ottobre 2003   |
| 200020 Cadi Ayyad     | 14 luglio 2007    |
| 214485 Dupouy         | 26 ottobre 2005   |
| 255940 Maylis         | 14 ottobre 2006   |
| 340579 Losse          | 6 agosto 2006     |
| 355022 Triman         | 31 agosto 2006    |
| 355029 Herve          | 1 settembre 2006  |

Claudine Rinner (1965) è un'astronoma francese.
Il Minor Planet Center le accredita le scoperte di oltre centocinquanta asteroidi, effettuate tutte tra il 2003 e il 2016, in parte effettuate in collaborazione con François Kugel. Ha inoltre scoperto la cometa periodica 373P/Rinner.

## Riconoscimenti
Le è stato dedicato l'asteroide 23999 Rinner.. Nel 2012 ha ricevuto il Edgar Wilson Award , ottenuto anche l'anno seguente per la scoperta di tre comete MOSS.